# سوزان فرنسيس
سوزان فرنسيس (بالإنجليزية: Susan Francis)‏ هي قابلة أسترالية، ولدت في 14 أكتوبر 1877، وتوفيت في 22 أبريل 1946.